# دی‌توماسو واللونگا
دی‌توماسو واللونگا (De Tomaso Vallelunga) خودرویی است که در سال‌های ۱۹۶۴–۱۹۶۸تولید شده‌است. 
این خودرو در کلاس خودرو اسپورت قرار گرفته و  طراحی آن خودروهای موتور وسط عقب-محور عقب بوده وزن آن در حالت طبیعی ۷۲۶ کیلوگرم (۱٬۶۰۱ پوند)  است. 
موتور آن ۱۵۹۲ سی‌سی سیستم جعبه‌دندهٔ آن ۵ دنده به صورت دستی است.